# Ladislav Müller
Ladislav Müller (2. září 1925 – 27. října 2018) byl český fotbalista, útočník, reprezentant Československa.

## Fotbalová kariéra
Za československou reprezentaci odehrál v roce 1952 tři utkání, z toho dvě proti Albánii, ve kterých byl reprezentací pověřen tehdy druholigový tým Spartak Praha Stalingrad. Dal v nich 2 góly. V československé lize hrál za AFK Bohemians Vršovice, během vojenské služby za ATK Praha, po návratu z vojenské služby za tým Železničáři Praha/Spartak Praha Stalingrad a za Dynamo Praha. Nastoupil ve 123 ligových utkáních a dal 68 ligových gólů.

## Ligová bilance
| Ročník                                     | Zápasy | Góly | Klub                     |
| ------------------------------------------ | ------ | ---- | ------------------------ |
| Státní liga 1946/47                        | 13     | 5    | AFK Bohemians Vršovice   |
| Státní liga 1947/48                        | 12     | 7    | AFK Bohemians Vršovice   |
| Státní liga 1948                           | -      | 4    | ATK Praha                |
| Celostátní československé mistrovství 1949 | -      | 7    | ATK Praha                |
| Celostátní československé mistrovství 1949 | 8      | 9    | Železničáří Praha        |
| Celostátní československé mistrovství 1950 | 26     | 14   | Železničáří Praha        |
| Mistrovství československé republiky 1951  | 19     | 5    | Železničáří Praha        |
| Přebor československé republiky 1954       | 19     | 13   | Spartak Praha Stalingrad |
| 1. československá fotbalová liga 1957/58   | -      | 4    | Dynamo Praha             |
| CELKEM                                     | 123    | 68   |                          |